# Ricardo de Madrazo
Pour les articles homonymes, voir Madrazo.
Ricardo de Madrazo, né en 1852 à Madrid où il est mort en 1917, est un peintre espagnol. Membre de la célèbre famille de peintres Madrazo, il est le fils et le disciple de Federico de Madrazo ainsi que l'oncle et le premier maître de Tito Livio de Madrazo.
Il fut influencé par Mariano Fortuny, aussi bien pour la technique précieuse que pour les thèmes orientaux. Portraitiste fin, il était reconnu comme étant une autorité dans la classification de la peinture ancienne.
Il a notamment peint Marroquíes (« Marocains »), Un mercado de Fez (« Un marché à Fez »), Alto en una caravana árabe (« Arrêt dans une caravane arabe »).

## Biographie

### Formation à Madrid et à l'étranger
Ricardo naît à Madrid le 7 février 1852 au sein d'une famille de peintres qui a commencé avec son grand-père José de Madrazo y Agudo (1781-1859), s'est poursuivie par le plus illustre d'entre eux avec son père, Federico de Madrazo (1815-1894), et avec Ricardo et Raimundo, son frère.
Il étudie à l'Académie royale des beaux-arts de San Fernando où il a comme maîtres son propre père, Joaquín Espalter y Rull (es) et les sculpteurs Ricardo Bellver (es) et Ponciano Ponzano.
En 1866, il fait la connaissance de son beau-frère, Marià Fortuny, qui va beaucoup l'influencer dans sa vie et dans son art. Il l'accompagne l'année suivante à Tolède, où il fait la connaissance de Matías Moreno, qui lui fait visiter la ville puis en 1868 à Rome, où il étudie à l'Académie Chigi et travaille avec son frère Raimundo et Rogelio de Egusquiza dans l'atelier de Fortuny,. Il accompagne toujours Marià Fortuny et sa famille lorsqu'ils s'installent à Paris. Il y visite l'atelier d'Ernest Meissonier. Il finit sa formation de peintre en copiant des tableaux des musées du Louvre et du Luxembourg, tout en travaillant dans l'atelier de son beau-frère.

### Retour en Espagne et mort de Fortuny

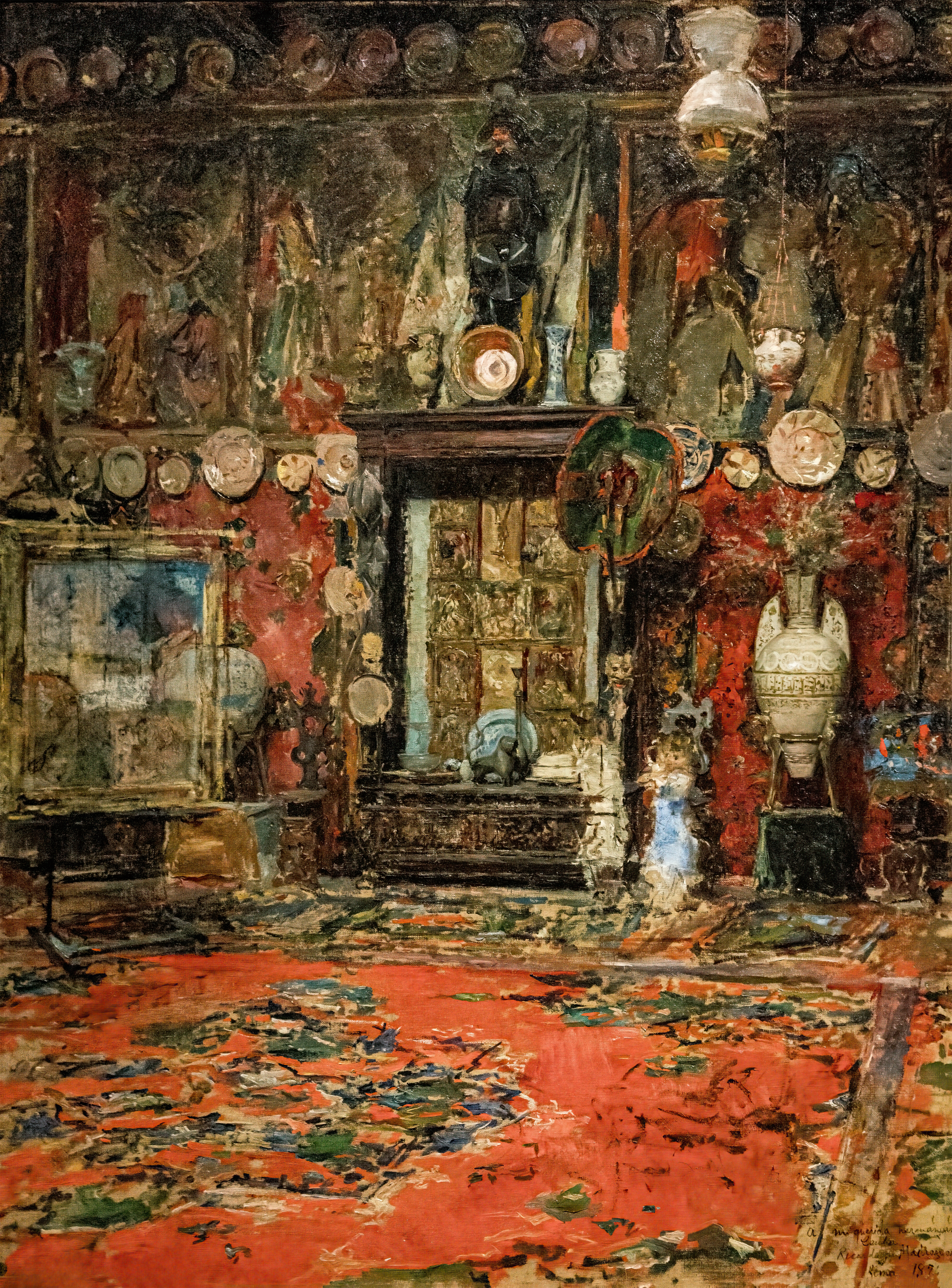
Atelier de Fortuny à Rome - Ricardo de Madrazo

Entre 1870 et 1872 et avec l'éclatement de la guerre franco-prussienne, il est obligé de rentrer en Espagne avec sa sœur et son beau-frère et s'installe à Grenade.
Les deux peintres en profitent pour peindre d'après nature à l'Alhambra et à l'Albaicín.
La maison des Fortuny se convertit informellement en une sorte d'académie libre où viennent de nombreux peintres. Ricardo de Madrazo et Marià Fortuny partent au Maroc avec Josep Tapiró i Baró, avant de repartir à Rome. Madrazo reste lié à Fortuny jusqu'à la mort soudaine de celui-ci, en 1874. Il s'occupe de son atelier, de l'inventaire, du catalogage et de la vente aux enchères des œuvres (qui a lieu à l'Hôtel Drouot de Paris).

### Séjours à l'étranger et installation à Madrid
Après la mort de Fortuny, il alterne ses séjours entre Tanger (avec Tapiró), Paris et Madrid ; il participe aux expositions nationales des beaux-arts dans ces deux dernières villes.
En 1885, il s'installe définitivement à Madrid, tout en voyageant tous les ans à Venise et Paris. C'est à partir de cette année qu'il se spécialise dans la peinture de paysage et le portrait, tradition familiale.
Plusieurs personnalités lui rendent visite dans son atelier, comme la reine espagnole Marie-Christine d'Autriche, le mécène américain Archer Milton Huntington, le collectionneur d'art espagnol José Lázaro Galdiano, le marchand d'art français Paul Durand-Ruel ou le président des États-Unis William Howard Taft, qui lui a fait la commande d’El Parnaso. Ses grandes connaissances sur l'Antiquité font de lui un conseiller artistique prisé des importants collectionneurs espagnols et américains.
Ricardo de Madrazo meurt le 18 août 1917 à Madrid.

## Œuvre
Ricardo de Madrazo est notamment influencé par les peintres ayant voyagé en Espagne, tels que l'Écossais David Roberts, le Français Pharamond Blanchard ou les Espagnols Francisco de Paula Van Halen (es) et José Roldán Martínez (es). Le modèle de composition de ces peintres romantiques costumbristes, qui ont vu dans la végétation et l'environnement aride et semi-désertique de l'Andalousie un rapprochement avec le monde oriental, s'est beaucoup développé pour utiliser l'exotisme espagnol dans les portraits afin de diffuser une image exaltée de l'Espagne.
Ricardo de Madrazo et Marià Fortuny sont très influencés par l'œuvre romantique révélée par l'ouverture de la Galerie espagnole de Louis-Philippe d'Orléans au musée du Louvre en 1838, avec notamment neuf tableaux d'El Greco : ils apprécient en particulier la richesse et la fraîcheur des couleurs. Fortuny lui-même a une grande influence sur Madrazo, ce dernier ayant été accompagné son beau-frère pendant longtemps.
À l'Exposition nationale de 1871, il Ricardo de Madrazo a présenté cinq aquarelles représentant des vues de Grenade, dont Callejón de San José, Casa de Porras et Campo de los Mártires. À Rome, il a peint les tableaux Los memorialistas et La cigarrera andaluza, qu'il a envoyé à l'exposition Bosch en 1874. À Paris, Un mercader de Fez et de nombreuses autres œuvres qu'il envoya à l'Exposition nationale de 1881, à celles d'Hernández et au Círculo de Bellas Artes, dont La última mirada, La vuelta del mercado, Un moro, Una fuente en Fez, Un moro de Tánger, Otro del Sur, Alto de una caravana árabe, Campillo a espaldas del palacio Foscari en Venecia, Fortunato, Puerta del Niño perdido, en Toledo, Aplicación, Una veneciana et La limosna a la salida de la iglesia. Il est également l'auteur de Toledo. Turistas y mendigos.

## Conservation

### Musée du Prado
Le musée du Prado acquiert en 2006 la collection familiale d'Elena Madrazo, descendante de la famille Madrazo. Cette collection est connue sous le nom de « Archivo y colección de obra sobre papel de Elena Madrazo » et contient une correspondance composé de 2 635 lettres des différents membres de la famille, dont Ricardo ; plusieurs livres dont un écrit par ce dernier, Un cuadro pintado por Velázquez. Estudio crítico del retrato del Cardenal Infante Don Fernando de Austria (« Un tableau peint par Velázquez: étude critique du portrait Le Cardinal-infant Fernando d'Autriche chasseur », 1917) ; ainsi que plusieurs dessins, dont certains de Ricardo, et un cahier de dessins de ce dernier.
Dans une autre collection, celle des Dibujos de la colección de Martín Rico (1845–1881) (« Dessins de la collection de Martín Rico »), le musée conserve Copia del “Retrato de caballero anciano” de El Greco (« Copie du Portrait d'un vieil homme d'El Greco », aquarelle sur papier, 132 × 118 cm, 1873), qu'il a signé « A mi querido Martin Rico/ Ricardo Madrazo/ Roma, 1873 » (« À mon cher Martín Rico, Ricardo Madrazo, à Rome, 1873 ») et que Rico possédait lui-même avant que sa petite-fille Claude Rico Robert en fasse don au musée,.

### Musée Lázaro Galdiano
- Retrato de la hija de Gaztambide, vers 1870[12]